# Чех, Юзеф
Юзеф Чех (пол. Józef Czech; * 11 декабря 1762, Краков — † 1810, Кременец, (теперь Тернопольской области Украины) — польский математик, философ, педагог и переводчик, первый директор Высшей Волынской гимназии (Волынского лицея).

## Биография
Обучался в Ягеллонском университете. После его окончания работал преподавателем в школах Плоцка и Люблине. После реформ системы образования Речи Посполитой, проведëнных эдукационной комиссией был учителем геометрии в краковском Kolegium Nowodworskie. 
Приглашëный для работы в Краковскую академию, в 1797 профессор Юзеф Чех стал деканом кафедры математики. Отсюда в 1805 был приглашëн для работы в созданную Высшую Волынскую гимназию (лицей) в Кременце, где стал её первым директором. На этом посту трудился до своей смерти в 1810 г. 
Главной целью Ю. Чеха было создание доступных для академической молодëжи учебников математики. С этой целью им был сделан перевод на польский язык вершины античной геометрии и античной математики — труда Евклида «Начала». Первые 8 книг «Начала» были опубликованы им в 1807, а затем вторым изданием вышли уже после смерти Чеха в 1817 г.
В 1807 им был написан учебник «Краткий курс арифметики с таблицами...» ( пол. «Krótki wykład arytmetyki z tablicami, przykłady rachunkowe zawierającemi, napisany dla młodzi akademickiej»), выдержавший 5 переизданий.
Выдающийся математик Ю. Чех тесно сотрудничал с ректором Виленского университета, математиком Яном Снядецким.